# بئاتا خروشچینسکا
بئاتا خروشچینسکا (لهستانی: Beata Chruścińska؛ زادهٔ ۷ ژوئن ۱۹۷۷) بازیگر اهل لهستان است. وی دانش‌آموختهٔ مدرسه ملی فیلم ووچ است.
از فیلم‌ها یا مجموعه‌های تلویزیونی که وی در آن‌ها نقش داشته‌است، می‌توان به ژنرال نیل، اجاره‌نشین‌ها، قانون حقیقی، کلبه جنگلی، پدر متیو، شوپن: میل به عاشقی، عشق اول، ع چون عشق، ماگدا ام.، طایفه، هتل ۵۲ و در خوشی و سختی اشاره نمود.